# Sabrina Carpenter
Sabrina Ann Lynn Carpenter (n. 11 mai 1999, Quakertown⁠(d), Pennsylvania, SUA), este o cântăreață, compozitoare și actriță americană. S-a lansat ca Maya Hart în serialul „Girl Meets World”.

## Cariera

### 2011-2012: Începuturile carierei
Sabrina a avut primul ei rol în 2011, în serialul NBC Law & Order: SVU. Ea a jucat o victimă răpită intervievată de detectivul Elliot Stabler (Christopher Meloni). Ea a performat Etta James' "Something's Got a Hold on Me", în stilul Christinei Aguilera din filmul Burlesque. În mai puțin de doi ani, Carpenter a avut un rol în Fox's The Goodwin Games ca și Young Chloe.

### 2013-prezent: Girl Meets World și Eyes Wide Open
Sabrina interpretează "Smile" pentru albumul Disney Fairies "Faith, Trust And Pixie Dust"cântecul apărând pe Radio Disney. Cântecul ei"All You Need" este folosit ca soundtrack pentru serialul animat "Sofia I".
În ianuarie 2013, Sabrina a participat la audițiile pentru rolul Mayei Hart din serialul Girl Meets World, o continuare a producției Boy Meets World, difuzată pe ABC între anii 1993-2000. Pe 14 martie 2014 Sabrina lansează un single ,"Can't Blame A Girl For Trying", apărut prima dată pe Radio Disney. Numele cântecului reprezintă și numele albumului său de debut realizat pe 8 aprilie și a primit,în general, recenzii pozitive. Sabrina este cea care a înregistrat melodia folosită ca opening în  Girl Meets World "Take On The World". Sabrina a contribuit și la melodia"Stand Out" în filmul "How to Build a Better Boy", care a avut premiera pe 15 august 2014, pe Disney Channel. În ianuarie 2015, s-a anunțat faptul că Sabrina Carpenter, alături de Sofia Carson, va juca într-un nou film Disney Channel "Further Adventures in Babysitting", bazat pe filmul "Adventures in Babysitting".
Pe 22 februarie Carpenter a anunțat titlul albumului său de debut Eyes Wide Open. A fost precedat de single-ul de debut "We'll Be the Stars" realizat pe 13 ianuarie 2015.  În 2015 ea a câștigat premiul Radio Disney Music Award la categoria"Best Crush Song" pentru cântecul ei "Can't Blame a Girl For Trying".

## Curiozități
Are propriul single: "Can't blame a girl for trying" și "Eyes wide open". A apărut în serialul Austin și Ally.
Cea mai bună prietenă a ei este Rowan Blanchard (actrița care are rolul principal în Girls meet world - Riley). Cântăreața preferată este Christina Aguilera, iar actorul preferat Leonardo DiCaprio.
Sabrina Carpenter are două surori: Shannon Carpenter și Sara Carpenter. Mâncarea preferată este cea mexicană, animalul favorit este delfinul, iar ca hobby are desenul.
Actrițele pe care le adoră sunt: Jennifer Lawrence, Emma Stone, Lily Collins.

## Legăturiexterne
- Site web oficial
- Sabrina Carpenter la Internet Movie Database